# ويندوز ميديا فيديو
ويندوز ميديا فيديو (wmv) هي صيغة ضغط الفيديو الخاص بشركة مكروسوفت وملكية الصيغة خاص بالشركة المذكورة ومعروفة بالاختصار wmv وينافس صيغ شركة الريل بلير والصيغ الأخرى الخاصة بالإنترنت ويمكن لصيغة تشغيل أفلام HD عالي الجودة ومنخفض الجودة

## تاريخ
في عام 2003، وضعت مايكروسوفت مواصفات ترميز الفيديو على أساس الترميز wmv9 وأحالته إلى SMPTE للتوحيد القياسي. وقد وافق رسميا علة الصيغة مارس 2006